# キョウ口駅
滘口駅（きょうこうえき、仮名転写：ジアオコウえき）は、中華人民共和国広東省広州市茘湾区芳村大道にある広州地下鉄5号線の終着駅である。

## 利用可能な鉄道路線
広州地下鉄
■5号線

## 駅構造
島式ホーム1面2線を有する高架駅。開業当初からホームドア設置。
| 5号線ホーム | ←■5号線 終点駅       |
| 5号線ホーム | 島式ホーム           |
| 5号線ホーム | ■5号線 黄埔新港方面→ |

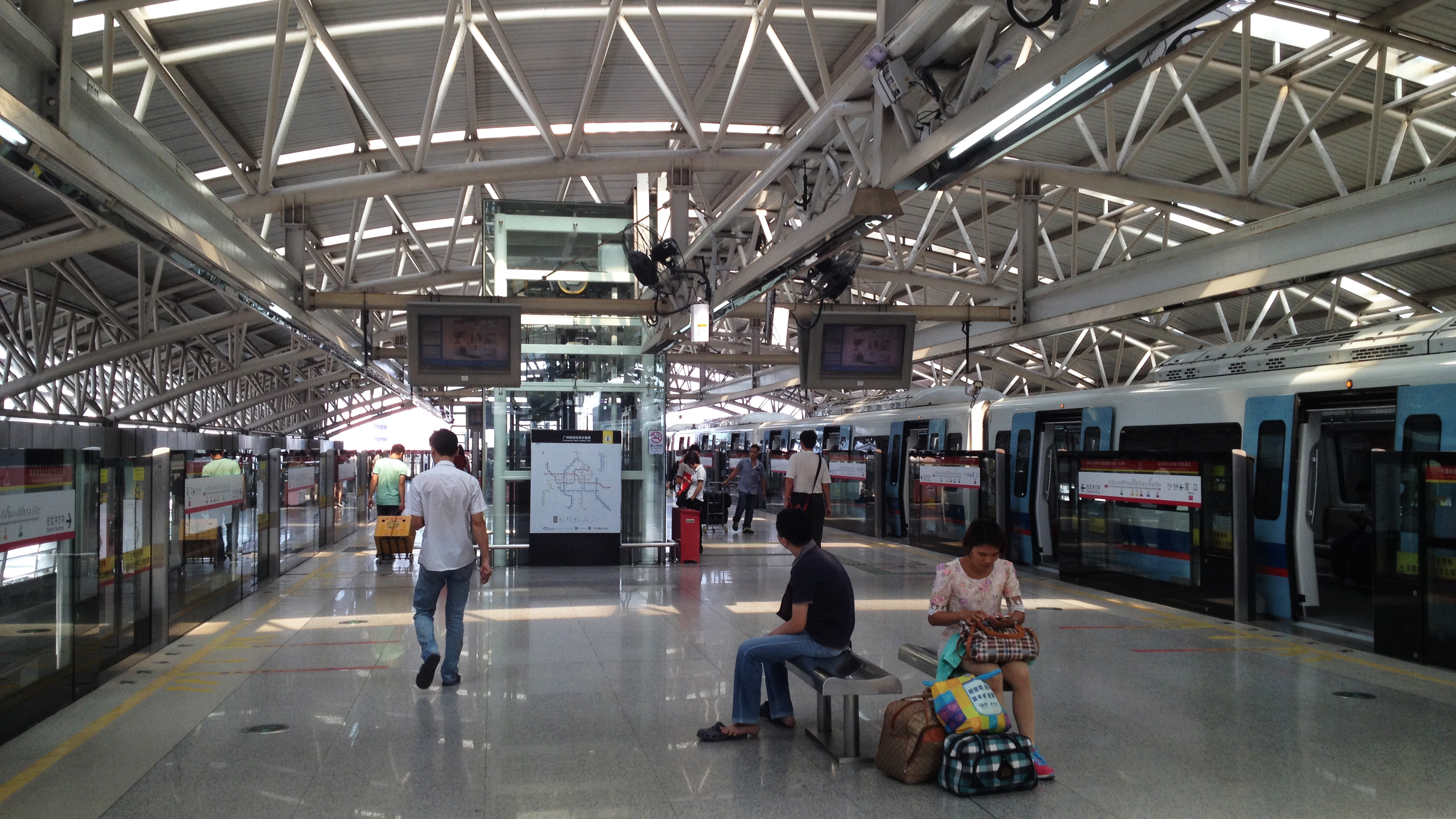
ホーム

## 駅周辺
- 滘口バスターミナル
- 珠江大橋
- 新星学校
- 省商業学校
- 龍湾広場
- 豊順ビル
- 芳村肉類批発市場
- 芳村農産品批発市場
- 祥興新村

### 路線バス
- 34 滘口バスターミナル-広州体育館
- 52 東沙開発区-広州駅
- 57 滘口バスターミナル-二沙東
- 61 滘口バスターミナル-海印橋
- 81 文化公園-半島花園
- 123 光大花園-半島花園
- 124 滘口バスターミナル-雲苑新村
- 132 中山八路-白天鶴花園(黄岐海北大道)
- 202 滘口バスターミナル-瀝滘
- 205 站南路-白沙総駅(黄岐)
- 206 滘口バスターミナル-新滘南(赤沙市場)
- 222 滘口バスターミナル-五羊新城
- 231 流花東駅(広州火車駅)-里水バスターミナル
- 233 滘口バスターミナル-広州東駅
- 236 滘口バスターミナル-天河バスターミナル
- 260 站南路-穂塩路(雍景豪園)
- 277 西塱社区-沙面新城
- 281 広衛路-塩南路(合生君景湾)
- 286 広衛路-黄岐第一城
- 309 滘口バスターミナル-番禺汽車客伝駅
- 309A 滘口バスターミナル-広州南駅
- 613 滘口バスターミナル-花都バスターミナル
- 614 芳村バスターミナル-花都バスターミナル
- 839 滘口バスターミナル-駿威客車廠
- 広仏204 広州滘口-仏山石湾バスターミナル
- 広仏277 南方茶葉市場-仏山東二民苑
- 広仏279 中山八路-桂城東二(民園)
- 広仏666 滘口バスターミナル-高明新汽車駅
- 広仏2228 滘口バスターミナル-小塘東駅
- 広仏2298 滘口バスターミナル-西樵東駅
- 広仏城巴3 線羅沖囲バスターミナル-南海大瀝汽車駅
- 夜27 滘口バスターミナル-車陂

## 歴史
- 2009年12月28日 - 5号線が開業。

## 隣の駅
広州地下鉄
■広州地下鉄5号線
滘口駅 - 坦尾駅